# Alphonse Vermote
Alphonse Vermote (Kortrijk, 11 juli 1990) is een Belgisch voormalig wielrenner die in 2015 zijn wielerloopbaan afsloot bij Pauwels-Vastgoedservice. Hij reed daar met onder anderen Tim Merlier en Wout van Aert.
Vermote heeft ook nog een oudere broer die koerst, Julien Vermote.
Sinds 2012 hebben de gebroeders Vermote ook een officieel erkende fanclub met als naam 'De Vermoteurs'.
Sinds 2018 leidt Alphonse Vermote samen met osteopaat Egwin Ponette de multidisciplinaire groepspraktijk Vitori, waar renners en recreatieve sporters terecht kunnen voor osteopathie, fietspositionering, conditie- en personal training en kinesitherapie.

## Overwinningen
2008
- Belgisch kampioenschap achtervolging per ploeg voor junioren (met Tosh Van der Sande, Simon Verhamme en Thomas Sprengers)

2012
- 3e etappe Tour de l'Eure et Loire